# Volkswagen Milano

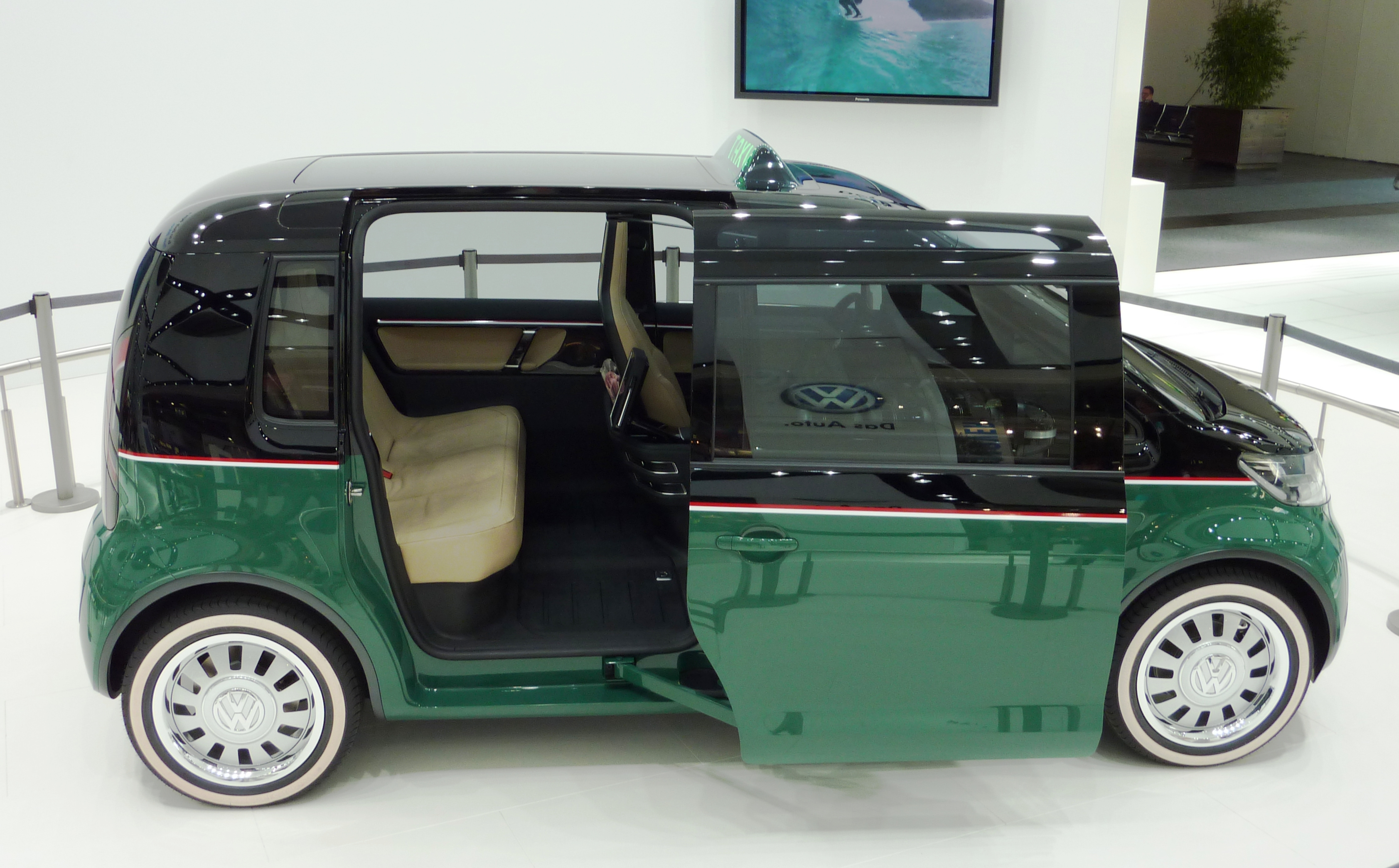

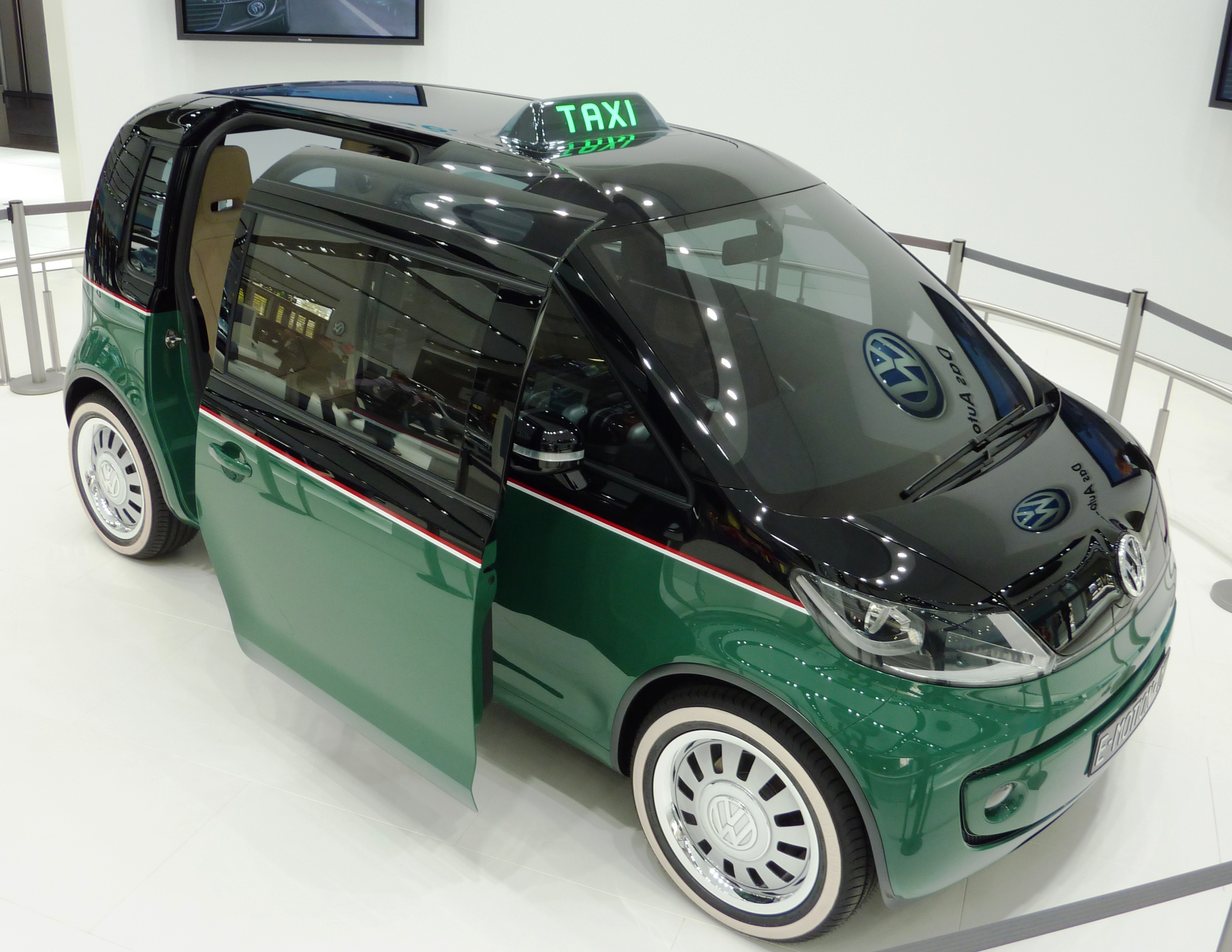

Le modèle Volkswagen VW Milano est un prototype de taxi électrique qui a été présenté à la Foire de Hanovre en avril 2010. Il s'agit d'une fourgonnette à 3 portes, d'un moteur électrique de 85 kW et d'une batterie lithium-ion de 45 kWh.  L'introduction sur le marché était prévue pour l'année 2013, mais n’a pas eu lieu pour des raisons inconnues.
.

## Royaume-Uni
Le même jour, le ministre des Transports Philip Hammond a dévoilé la subvention de 5 000 £ pour les voitures électriques, et le maire de Londres, Boris Johnson, dans son document stratégique sur la qualité de l'air, a présenté des plans visant à éliminer progressivement les cabines LT dans le but d'améliorer la qualité de l'air.  Le plan comprend un fonds de 1 million de livres pour encourager les propriétaires de taxis à passer aux véhicules à faibles émissions tels que les taxis électriques.  